# Chogolisa
Il Chogolisa, o Bride Peak (picco della sposa in inglese) è una montagna del Pakistan, situata nella regione del Karakorum, vicino al massiccio del Gasherbrum.

## Caratteristiche
Si trova nelle vicinanze del ghiacciaio Baltoro, nella zona del circo Concordia, sede di alcune delle montagne più alte del mondo. Il Chogolisa ha diverse vette: la più alta, Chogolisa I, sul versante sud-ovest, ha una quota di 7665 m s.l.m.; la seconda, Chogolisa II, sul versante nord-est, è alta 7654 m s.l.m. e fu chiamata Bride Peak nel 1892 da Sir Martin Conway. Le due cime sono collegate da una lunga cresta pianeggiante.
Il nome Chogolisa significa grande territorio di caccia e deriva dai termini balti: chhogo (grande), ling (caccia), sa (terreno, territorio).

## Alpinismo
Nel 1909 la spedizione del Duca degli Abruzzi, partendo da un campo base sul lato settentrionale ed appoggiandosi ad un campo intermedio al colle Chogolisa (6335 m), raggiunse la quota di 7498 m. Il tentativo fu arrestato dalle avverse condizioni meteo; ciò nonostante, la spedizione aveva stabilito il record di altitudine per l'epoca.
Nel 1957, Hermann Buhl e Kurt Diemberger effettuarono un tentativo al Chogolisa dopo aver salito, meno di tre settimane prima, il Broad Peak con Marcus Schmuck e Fritz Wintersteller. La spedizione era organizzata per essere leggera: nessun portatore d'alta quota e pochi materiali al seguito. Gli alpinisti austriaci avevano chiamato questa impostazione "stile alpino occidentale": si trattò di una delle prime manifestazioni di quello che sarebbe poi diventato noto come stile alpino. Buhl e Diemberger partirono dal campo I il 25 giugno e pernottarono su un colle a 6706 m sullo sperone sud-est. A causa del maltempo i due dovettero ritirarsi il 27 giugno; durante il ritorno, Buhl precipitò per il crollo di una cornice nevosa e scomparve. Il suo corpo non è mai stato ritrovato.
Nel 1958, una spedizione giapponese della Kyoto University, guidata da T. Kawabara, completò la prima ascensione del Chogolisa II; ad arrivare in cima furono M. Fujihira e K. Hirai.
La prima ascensione del Chogolisa I fu portata a termine il 2 agosto 1975 da Fred Pressl e Gustav Ammerer, membri di una spedizione austriaca guidata da Eduard Koblmuller. Per poco Koblmuller non subì la stessa sorte di Buhl, essendo rimasto anch'egli coinvolto dal crollo di una cornice nevosa durante la salita; fortunatamente, saliva legato ed i compagni di salita riuscirono a recuperarlo.